# Список глав государств в 169 году до н. э.
| 170 до н. э. ← Список глав государств по годам → 168 до н. э. |

## Азия
- Анурадхапура — Элара, царь (205 до н. э. — 161 до н. э.)
- Армения Великая — Арташес I, царь (189 до н. э. — 160 до н. э.)
- Вифиния — Прусий II, царь (182 до н. э. — 149 до н. э.)
- Греко-Бактрийское царство — Эвкратид I, царь  (171 до н. э. — 145 до н. э.)
- Иберия — Саурмаг I, царь  (234 до н. э. — 159 до н. э.)
- Индо-греческое царство — Аполлодот I, царь  (180 до н. э. — 165 до н. э.)
- Каппадокия — Ариарат IV Евсеб, царь (220 до н. э. — 163 до н. э.)
- Китай (Династия Хань) — Вэнь-ди (Лю Хэн), император  (180 до н. э. — 157 до н. э.)
- Корея:
  - Махан — Ан, вождь[англ.] (189 до н. э. — 157 до н. э.)
  - Пуё — Кохэса, тхандже (170 до н. э. — 121 до н. э.)
- Намвьет — Чьеу Ву-де, император (207 до н. э. — 137 до н. э.)
- Парфия — Митридат I, царь (171 до н. э. — 132 до н. э.)
- Пергамское царство — Эвмен II, царь (197 до н. э. — 159 до н. э.)
- Понтийское царство — Фарнак I, царь (190 до н. э. — 159 до н. э.)
- Сабейское царство — Вахаб эль Яхиз II, царь (180 до н. э. — 160 до н. э.)
- Сатавахана — Пурнотанга, махараджа (170 до н. э. — 152 до н. э.)
- Селевкидов государство (Сирия) — Антиох IV Эпифан, царь (175 до н. э. — 164 до н. э.)
- Хунну — Лаошан, шаньюй (174 до н. э. — 161 до н. э.)
- Шунга — Пушьямитра Шунга, император (185 до н. э. — 149 до н. э.)
- Япония — Когэн, тэнно (император) (214 до н. э. — 158 до н. э.)

## Африка
- Египет — Птолемей VI Филометор, царь (180 до н. э. — 164 до н. э., 163 до н. э. — 145 до н. э.)
- Мероитское царство (Куш) — Шанакдакете, царица (ок. 170 до н. э. — ок. 150 до н. э.)
- Нумидия — Массинисса, царь (202 до н. э. — 148 до н. э.)

## Европа
- Афины — Эвник, архонт (169 до н. э. — 168 до н. э.)
- Ахейский союз — Архон, стратег (184 до н. э. — 183 до н. э., 172 до н. э. — 169 до н. э.)
- Боспорское царство — Перисад III, царь (ок. 180 до н. э. — ок. 150 до н. э.)
- Ирландия:
  - Конгал Клайрингнех, верховный король (184 до н. э. — 169 до н. э.)
  - Дуи Далта Дедад, верховный король (169 до н. э. — 159 до н. э.)[1]
- Македонское царство — Персей, царь (179 до н. э. — 168 до н. э.)
- Одрисское царство (Фракия) — Котис IV, царь (171 до н. э. — 167 до н. э.)
- Римская республика  —
  - Квинт Марций Филипп, консул (186 год до н. э., 169 год до н. э.)
  - Гней Сервилий Цепион, консул (169 год до н. э.)

## Галерея
- Антиох IV Эпифан  
 175 до н.э.—164 до н.э. 
 Царь Сирии
- Арташес I  
 189 до н.э.—160 до н.э. 
 Царь Армении
- Вэнь-ди  
 180 до н.э.—157 до н.э. 
 Император Китая
- Митридат I  
 171 до н.э.—132 до н.э. 
 Царь Парфии
- Элара  
 205 до н.э.—161 до н.э. 
 Царь Анурадхапуры
- Пушьямитра Шунга  
 185 до н.э.—149 до н.э. 
 Император Шунги
- Птолемей VI Филометор  
 180 до н.э.-164 до н.э., 163 до н.э.—145 до н.э. 
 Царь Египта
- Персей  
 179 до н.э.—168 до н.э. 
 Царь Македонии
- Эвмен II  
 197 до н.э.—159 до н.э. 
 Царь Пергама
- Массинисса  
 202 до н.э.—148 до н.э. 
 Царь Нумидии
- Фарнак I  
 190 до н.э.—159 до н.э.  
 Царь Понта
- Эвкратид I  
 171 до н.э.—145 до н.э. 
 Греко-бактрийский царь
- Аполлодот I  
 180 до н.э.—165 до н.э. 
 Индо-греческий царь
- Чьеу Ву-де  
 207 до н.э.—137 до н.э. 
 Император Намвьета
- Ариарат IV  
 220 до н.э.—163 до н.э.  
 Царь Каппадокии
- Когэн 
 214 до н.э.—158 до н.э. 
 Император Японии